# Педесет прва изложба УЛУС-а (1971)
Педесет прва изложба УЛУС-а је трајала од 21. маја до 6. јуна 1971. године. Одржана је у галеријском простору Удружења ликовних уметника Србије односно у Уметничком павиљону "Цвијета Зузорић", у Београду. Изложба је организована на слободну тему.

## Уметнички савет

### Сликарство
- Раденко Мишевић
- Даница Антић
- Божидар Ковачевић
- Бошко Петровић
- Мића Поповић
- Милић Станковић
- Иван Табаковић

### Вајарство
- Никола Милуновић
- Милун Видић
- Душан Гаковић
- Олга Ивањицки
- Јован Солдатовић

### Графика
- Богдан Кршић
- Бошко Карановић
- Марко Крсмановић

## Жири
Жири за доделу награда на овој изложби чинили су:
- Миливој Николајевић
- Вида Јоцић
- Стеван Кнежевић
- Здравко Вајагић
- Зоран Петровић
- Миодраг Коларић
- Душан Љубојевић

## Излагачи
1. Крста Андрејевић
2. Драгиша Андрић
3. Миодраг Анђелковић
4. Даница Антић
5. Никола Антов
6. Момчило Антоновић
7. Стерјос Арванитидис
8. Јован Арсеновић
9. Мирослав Арсић
10. Миодраг Атанацковић
11. Милош Бајић
12. Јожеф Бенеш
13. Љиљана Блажеска
14. Павле Блесић
15. Славољуб Богојевић
16. Војтех Братуша
17. Василије Букчев
18. Здравко Вајагић
19. Милун Видић
20. Душко Вијатов
21. Мемнуна-Вила Богданић
22. Војислав Вујисић
23. Момчило Вујисић
24. Матија Вуковић
25. Јоана Вулановић
26. Ратко Вулановић
27. Бранислав Вулековић
28. Ангелина Гаталица
29. Радоман Гашић
30. Оливера Грбић
31. Винко Грдан
32. Савица Дамјановић
33. Алексндар Дедић
34. Љубомир-Денко Денковић
35. Властимир Дискић
36. Драган Добрић
37. Емир Драгуљ
38. Живко Ђак
39. Бранка Ђак-Марић
40. Марио Ђиковић
41. Душан Ђокић
42. Милан Ђокић
43. Заре Ђорђевић
44. Светлана Ђорђевић
45. Шемса Ђулизаревић
46. Светислав Ђурић
47. Бериша Енђел
48. Миленко Жарковић
49. Владимир Живанчевић
50. Јован Живковић
51. Божидар Здравковић
52. Снежана Здравковић-Дмитровић
53. Сафет Зец
54. Бошко Илачевић
55. Љубомир Јанковић
56. Александар Јовановић-Бириљ
57. Владимир Јовановић
58. Зоран Јовановић-Добротин
59. Јелена Јовановић
60. Вера Јосифовић
61. Смаил Караило
62. Богомил Крлаварис
63. Милан Кечић
64. Јулијана Киш
65. Стеван Кнежевић
66. Божидар Ковачевић
67. Љиљана Ковачевић
68. Емило Костић
69. Илија Костов
70. Верица Кочић
71. Анастасија Краљић
72. Антон Краљић
73. Коста Кривокапић
74. Момчило Крковић
75. Владимир Крстић
76. Божидар Лазаревић
77. Драгомир Лазаревић
78. Гордана Лазић
79. Светолик Лукић
80. Зоран Мандић
81. Мирјана Мареш
82. Марина Петру
83. Љубодраг Маринковић-Пенкин
84. Мирјана Марковић-Марић
85. Мома Марковић
86. Даница Масниковић
87. Душан Матић
88. Вукосава Мијатовић
89. Желимир Миладин
90. Душан Миловановић
91. Олга Милуновић
92. Бранко Миљуш
93. Бранимир Минић
94. Савета Михић
95. Владан Мицић
96. Раденко Мишевић
97. Саша Мишић
98. Душан Мишковић
99. Марклен Мосијенко
100. Сеад Мусић
101. Халил Мухађери
102. Милија Нешић
103. Рајна Николић
104. Мирјана Николић-Пећинар
105. Душан Нонин
106. Драгиша Обрадовић
107. Вукица Обрадовић-Драговић
108. Зорка Одаловић
109. Бранко Омчикус
110. Ружица-Беба Павловић
111. Чедомир Павловић
112. Илија Пандуровић
113. Стојан Пачов
114. Пепа Пашћан
115. Владислав Петровић
116. Ратомир-Ра Пешић
117. Татјана Поздњаков
118. Мирко Почуча
119. Божидар Продановић
120. Ђуро Радловић
121. Небојша Радојев
122. Југослав Радојичић
123. Славољуб Радојичић
124. Радмила Радуловић
125. Борислав Ракић
126. Јован Ракиџић
127. Сава Сандић
128. Милош Сарић
129. Ђорђе Симић
130. Федор Соретић
131. Славка-Средовић Петровић
132. Бранко Станковић
133. Милић Станковић
134. Милан Станојев
135. Милица Стевановић
136. Мирослав Стевановић
137. Едуард Степанчић
138. Добри Стојановић
139. Мирослав Стојановић
140. Трајко Стојановић
141. Живко Стојсављевић
142. Катарина Стојсављевић
143. Татјана Столповић
144. Зоран Стошић-Врањски
145. Милорад Ступовски
146. Иван Табаковић
147. Зорица Тасић
148. Милорад Тепавац
149. Халил Тиквеша
150. Војислав Тодорић
151. Драгољуб-Раша Тодосијевић
152. Мирко Тримчевић
153. Гергељ Урком
154. Јосиф Хрдличка
155. Милан Цмелић
156. Славољуб Чворовић
157. Златана Чок
158. Вера Чохаџић-Радовановић
159. Милена Чубраковић
160. Михаило Чумић
161. Милорад Џелетовић
162. Мила Џокић
163. Томислав Шебековић
164. Александар Шиверт
165. Јарослав Шимовић
166. Милош Шобајић
167. Слободанка Шобота

## Награђени излагачи
- За сликарство, награђени су били Раденко Мишевић за дело Шалтер и Милан Ђокић, за дело Група.
- За вајарство, награђени су били Славољуб Радојчић за дело Пенелопа и Владислав Петровић, за дело Фигура VII.
- За графику, награђени су били Милан Станојев за дело Група младих и Трајко Стојановић, за дело Снови.

Све награде су биле исте и износиле су 3500 динара.